# Rosemary Kennedy
Rose Marie Rosemary Kennedy, född 13 september 1918 i Brookline, Massachusetts, död 7 januari 2005 i Fort Atkinson, Wisconsin, var äldsta dotter till Joseph, Sr. och Rose Fitzgerald Kennedy och syster till president John F. Kennedy och senatorerna Robert F. Kennedy och Ted Kennedy.
Rosemary Kennedy uppvisade beteendemässiga problem, vilket resulterade i nedsatt intellektuell och idrottslig förmåga jämfört med hennes syskon. Hennes far arrangerade en av de första prefrontala lobotomierna för henne vid 23 års ålder, men det misslyckades och lämnade henne permanent funktionshindrad. Rosemary tillbringade resten av sitt liv på en institution i Jefferson, Wisconsin, med begränsad kontakt med familjen. Hennes tillstånd kan ha inspirerat hennes syster, Eunice, att engagera sig i Special Olympics World Games 1968.